# Sicarius spatulatus
Sicarius spatulatus är en spindelart som beskrevs av Pocock 1900. Sicarius spatulatus ingår i släktet Sicarius och familjen Sicariidae. Inga underarter finns listade i Catalogue of Life.